# Kombolcha
Kombolcha este un oraș din zona Debub Wollo, Etiopia.